# Phomopsis prunorum
Phomopsis prunorum är en svampart som först beskrevs av Mordecai Cubitt Cooke, och fick sitt nu gällande namn av Grove 1917. Phomopsis prunorum ingår i släktet Phomopsis och familjen Diaporthaceae.   Inga underarter finns listade i Catalogue of Life.